# Робърт Лафлин
Робърт Бетс Лафлин (на английски: Robert Betts Laughlin) е американски физик, дал теоретично обяснение на дробния квантов ефект на Хол. Получава Нобелова награда за физика за 1998 г., заедно с откривателите на ефекта Хорст Щьормер и Даниъл Ци.

## Биография
Роден е на 1 ноември 1950 г. във Вайселия, Калифорния. Получава бакалавърска степен в Калифорнийския университет в Бъркли през 1972 г. През 1979 г. защитава докторат по физика в MIT. Работи в Bell Laboratories (1979 – 1981) и в лабораторията в Ливърмор (1981 – 1982). От 1985 до 2004 г. преподава в Станфордския университет.